# Droga wojewódzka nr 806
Droga wojewódzka nr 806 (DW806) – droga wojewódzka klasy Z łącząca Łuków z Międzyrzecem Podlaskim. Jej długość wynosi ok. 27,7 km.

## Historia numeracji
Obecne oznaczenie droga otrzymała w grudniu 1985 roku. Nieznane są wcześniejsze oznaczenia – na wydawanych ówcześnie przez Państwowe Przedsiębiorstwo Wydawnictw Kartograficznych mapach i atlasach drogowych trasa umieszczana była jako droga drugorzędna, bez podawania numeracji. W latach 1985 – 1999 arteria posiadała kategorię drogi krajowej, zaś do 2000 roku trasa biegła do Stoczka Łukowskiego. W 2000 roku odcinek Łuków – Stoczek Łukowski wraz z ówczesną drogą nr 803 Stoczek Łukowski – Wilga został przemianowany na drogę krajową nr 76.

## Dopuszczalny nacisk na oś
Na całej długości drogi dopuszczalny jest ruch pojazdów o nacisku pojedynczej osi do 8 ton.

## Miejscowości leżące przy trasie DW806
- Łuków (DK63)
- Trzebieszów
- Międzyrzec Podlaski (DK19)